# Mule Haas
Pour les articles homonymes, voir Haas.
George Williams Haas, surnommé Mule Haas, né le 15 octobre 1903 à Montclair dans le New Jersey et mort le 30 juin 1974 à La Nouvelle-Orléans en Louisiane, est un joueur américain de baseball.
Il dispute 12 saisons dans les Ligues majeures de baseball comme voltigeur de centre. Après avoir joué quatre matchs en 1925 pour les Pirates de Pittsburgh, il évolue de 1928 à 1931, puis en 1938, pour les Athletics de Philadelphie, et fait de 1933 à 1937 un long passage chez les White Sox de Chicago. 
Mule Haas est surtout connu pour avoir réussi un coup de circuit à l'intérieur du terrain en Série mondiale 1929 pour Philadelphie. Face aux Cubs de Chicago dans le 4e match de la série finale, il participe à la poussée de 10 points en une seule manche des Athletics, qui transforment un déficit de 0-8 en victoire de 10-8,. La réussite de Haas est le 11e circuit intérieur de l'histoire des Séries mondiales et le dernier réussi jusqu'à celui d'Alcides Escobar en Série mondiale 2015. Haas ajoute ensuite un second circuit, cogné par-dessus la clôture celui-là, dans le 5e et dernier match de la finale de 1929.
Membre des Athletics de Philadelphie champions des Séries mondiales de 1929 et 1930, Mule Haas dispute 1 168 matchs de saison régulière en 12 ans dans le baseball majeur. Lanceur droitier et frappeur gaucher, il compte 1 257 coups sûrs dont 254 doubles, 45 triples et 43 circuits, a accumulé 706 points comptés et 496 points produits, et frappé dans une moyenne au bâton de ,292.
Durant la saison régulière de 1929 avec Philadelphie, il frappe pour ,313 de moyenne au bâton avec 16 circuits et 82 points produits, enchaîne avec une moyenne au bâton de ,299 en 1930, avant d'enregistrer en 1931 sa plus élevée (,323) en une année.